# Casa-fàbrica Vilumara
La casa-fàbrica Vilumara és un edifici situat al carrer de Sant Pere Més Baix, 42 de Barcelona, catalogat com a bé cultural d'interès local.

## Història
Al segle xviii hi havia la casa de la Procura de Sant Jeroni de la Murtra. El 1774, el procurador Joan Soquer va demanar permís per a fer-hi balcons, senyal que s'hi estaven fent obres. El 1775, el nou procurador Agustí Ferrés va demanar permís per a posar gelosies de fusta al balcó del mig del primer pis, i novament el 1776 per als altres dos.
El 1821, el monestir i les seves propietats foren desamortitzades i la casa va sortir a subhasta, essent adjudicada al cordoner Pau Boix i Escolà, que en va encarregar la reforma al mestre de cases Salvador Estrada, el fuster Jaume Casanovas i el manyà Antoni Ricart. Pel que sembla, un cop acabat el Trienni Constitucional, els monjos recuperaren la casa, i el 1832, el procurador Jeroni Rovira va demanar permís per a restaurar-hi la capelleta o fornícula amb la imatge de Sant Jeroni i les gelosies que hi havien estat tretes. El 1835, els monjos foren expulsats definitivament, i a la mort de Pau Boix el 1846, els seus marmessors van posar la casa en subhasta, essent adjudicada a Antoni Sala i Brugués, que l'any següent en faria agnició de bona fe al fabricant de teixits de seda i de mescla Ramon Vilumara i Broquetas, casat en segones noces amb Eulàlia Escuder i Anglada.
El 1857, l'advocat Marià Franquesa va encarregar la reedificació de les seves cases dels carrers de Sant Pere Més Baix i de la Claveguera (actualment Mestres Casals i Martorell) al mestre d'obres Pau Martorell, i l'any següent, va vendre els terrenys de l'interior d'illa a Josep Vilumara i Saus, fill de Ramon, que hi va encarregar a l'arquitecte Josep Simó i Fontcuberta el projecte d'una «quadra» d'estil neomedievalista. Per altra banda, el 1859 el seu germà Francesc va adquirir a Ignasi Girona i Targa dos solars procedents de la desamortització del convent de Santa Caterina al nou carrer d'Álvarez, on va fer construir dos edificis d'habitatges (núms. 6 i 8) segons el projecte del mateix arquitecte.

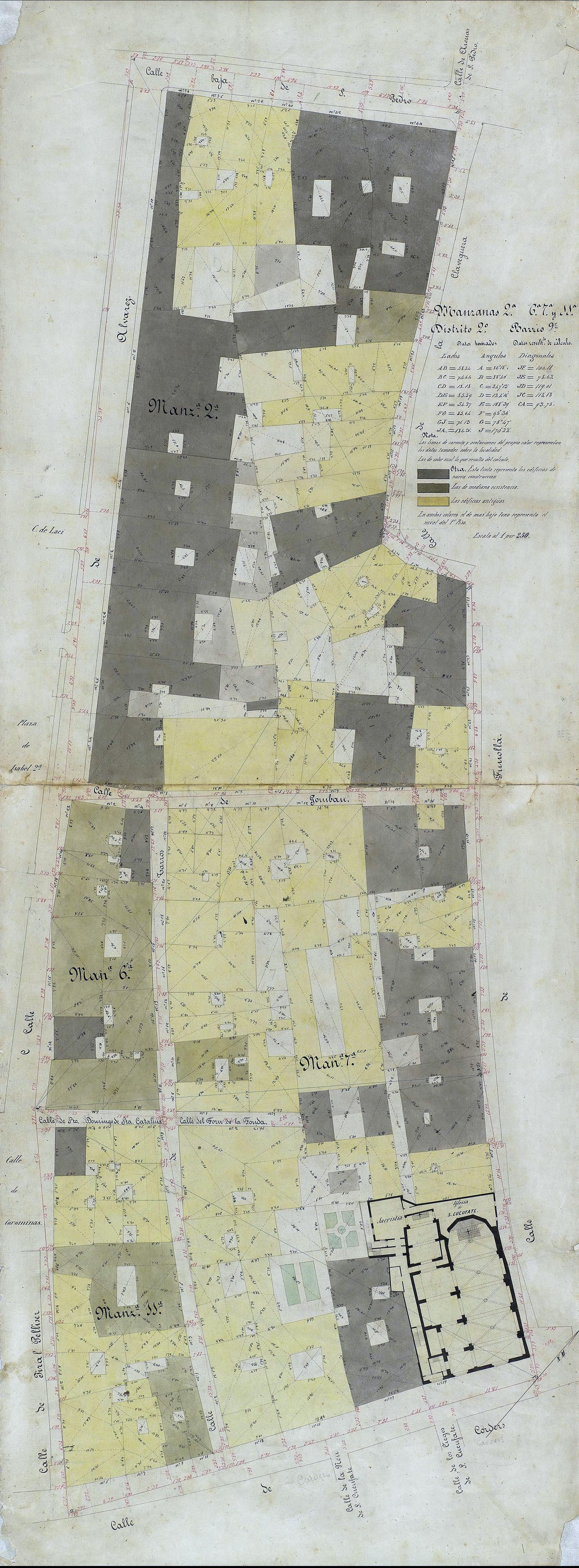
Quarteró núm. 30 de Garriga i Roca (c. 1860)

Els Vilumara van constituir la companyia Vilumara Germans i Cia, que el 1860 va participar en l’Exposició Industrial de Barcelona i el 1862 es va formalitzar amb un capital de 3 milions de rals (600.000 Ramon i 1.200.000 Francesc i Josep). Aleshores, la seva fàbrica era la tercera més gran del sector seder de Barcelona, amb 91 telers i 202 operaris. El 1863, Francesc Vilumara va comprar una finca anomenada El Suizo (situada prop de l'actual plaça de Francesc Macià, al terme municipal de Gràcia), on va fer construir una nova fàbrica, però el despatx continuaria al carrer de Sant Pere Més Baix.
Eulàlia Escuder va morir el 27 de novembre del 1868, i un any després ho va fer el seu marit, que poc abans havia comprat la fàbrica al seu fill Josep. Francesc aprofità la liquidació de l'herència per a comprar-li la seva part, quedant-ne així com a únic titular. El 1875, va adquirir la fàbrica Escuder a la plaça de Sant Pere, convertint-se així en el primer industrial seder de Catalunya.
A la seva mort el 1878, el succeïren la seva vídua Cristina Bayona i Vilaró (†1907) i el seu fill Francesc Vilumara i Bayona sota la raó social Successors de Francesc Vilumara. El 1907, els Vilumara cediren a l'Ajuntament de Barcelona els terrenys de la fàbrica de Gràcia, situada al bell mig del traçat de la Diagonal, i el mateix any es va inaugurar una nova fàbrica a L'Hospitalet de Llobregat.
El 1915 es va tancar el magatzem del carrer de Sant Pere Més Baix i es va traslladar el despatx a un nou edifici al carrer de Casp, 80 xamfrà amb el de Bailén.

## Descripció
Originalment constava de planta baixa (amb un gran portal d'arc escarser amb guarda-rodes al centre) i dos pisos amb balcons de rajoles i barana de ferro forjat. Posteriorment, s'hi va afegir el tercer pis amb finestres i la cornisa amb permòdols, mutilada per la remunta d'unes golfes sota teulada.
Al fons del pati d'illa, centrat per un parterre amb una palmera, hi ha una «quadra» o nau industrial amb finestres bífores neoromàniques amb columnetes de ferro colat.